# Jaroszyn (województwo lubelskie)
Jaroszyn – wieś w Polsce położona w województwie lubelskim, w powiecie puławskim, w gminie Puławy. Przez miejscowość przebiega droga wojewódzka nr .
W latach 1975–1998 miejscowość należała administracyjnie do ówczesnego województwa lubelskiego.
Wieś stanowi sołectwo gminy Puławy. Według Narodowego Spisu Powszechnego z roku 2011 wieś liczyła 361 mieszkańców.
Wierni Kościoła rzymskokatolickiego należą do parafii św. Wojciecha w Górze Puławskiej.